# Mobutismo

Bandeira do Zaire e símbolo do Movimento Popular da Revolução e do mobutismo.

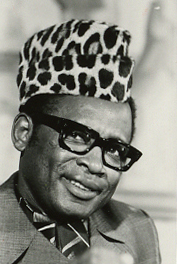
Mobutu em 1976.

O mobutismo, também chamado de mobutuismo, foi a ideologia oficial do partido Movimento Popular da Revolução (MPR), bem como a ideologia estatal oficial no Zaire (atual República Democrática do Congo) durante a segunda metade do século XX. O mobutismo englobava e glorificava os pensamentos, visões e políticas do presidente zairense e autoproclamado "Pai da Nação" Mobutu Sese Seko. A ideologia incluiu as principais iniciativas de Mobutu como "Zairianização".
O Movimento Popular da Revolução (MPR) estava enraizado como o único partido político legal em um Estado unipartidário no Zaire.  Originalmente, Mobutu projetou a constituição do Zaire para ter um partido oposicionista nominal, porém depois alegou que a constituição apenas recomendava, mas não exigia isso e, portanto, um estado de partido único seria criado e todos os outros partidos políticos foram banidos posteriormente em 1966.  A ideologia estabelecida no Manifesto de N'sele, incorporou o "nacionalismo", a "revolução" e a "autenticidade".  A revolução foi descrita como uma "verdadeira revolução nacional, essencialmente pragmática", que pedia "o repúdio de tanto do capitalismo como do comunismo" favorecendo a "revolução nacional".  O Manifesto de N'sele também apresentou as intenções do governo, que incluíam a expansão da autoridade do governo nacional, um programa comprometido com a atualização das normas trabalhistas, tendo o país obtido independência econômica e a criação de um "autêntico nacionalismo" no Zaire.
Mobutu liderou o Movimento Popular da Revolução e o Zaire como ditador e condenou a ideia de múltiplos líderes e partidos políticos no país declarando: "Na nossa tradição africana nunca há dois chefes... É por isso que nós, congoleses, no desejo de nos adequar com as tradições do nosso continente, decidimos concentrar todas as energias dos cidadãos do nosso país sob a bandeira de um único partido nacional". 
Mobutu e o Movimento Popular da Revolução foram apresentados na propaganda oficial como possuidores de atribuições divinas e tentaram substituir o cristianismo no Zaire por uma devoção religiosa a Mobutu e ao partido com o ministro do Interior Engulu Baanga Mpongo, certa vez dizendo aos adeptos do Movimento Popular da Revolução: "Deus enviou um grande profeta, nosso prestigiado Guia Mobutu. Este profeta é nosso libertador, nosso Messias. Nossa Igreja é o Movimento Popular da Revolução. Seu chefe é Mobutu. Nós o respeitamos como se respeita um Papa. Nosso evangelho é Mobutuismo. É por isso que os crucifixos devem ser substituídos pela imagem do nosso Messias".
Também conduziram um programa nacional de renascimento cultural no Zaire chamado Authenticité a partir de 1967, que procurou purgar a cultura colonial europeia do Zaire e restaurar a cultura local, tal como proibir nomes e a cultura cristã  enquanto promovia nomes locais e a cultura africana, além de proibir trajes ocidentais e criar um uniforme autorizado pelo estado chamado abacost.
A ideologia sobrevive hoje em organizações como a União dos Democratas Mobutuistas de Nzanga Mobutu.